# Deutsche Kreditbank
Deutsche Kreditbank Aktiengesellschaft (DKB) è una banca tedesca con sede a Berlino fondata il 19 marzo 1990. Dal 2019, DKB è la seconda banca diretta in Germania per numero di clienti (al dicembre 2024: 5,8 milioni di clienti) dopo ING Bank e la più grande banca diretta di proprietà di una società tedesca.

## Storia
La Deutsche Kreditbank fu fondata successivamente alla riunificazione della Germania come prima banca privata nel territorio dell'ex Repubblica Democratica Tedesca il 19 marzo 1990 e iniziò il suo esercizio il 1º aprile 1990.
Nei primi anni 2000 la banca si è affermata come banca virtuale senza filiali fisiche.
DKB è una società controllata dalla Bayerische Landesbank.